# Hector Berthelot
Pour les articles homonymes, voir Berthelot.
Hector Berthelot (4 mars 1842 à Trois-Rivières - 15 septembre 1895 à Montréal à l'âge de 53 ans) est un homme de lettres, éditeur de journaux, journaliste, caricaturiste et humoriste québécois,.

## Biographie
Berthelot amorce sa carrière en publiant dans La Scie (1863-1865), une revue satirique de Québec,. Il fonde le 6 octobre 1877 à Montréal, le journal satirique Le Canard (1877 à 1957) (1877-1936).  
Il utilise le pseudonyme Père Ladébauche à partir du 9 novembre 1878 pour des histoires mettant en scène un vieil homme aimant les plaisirs de la vie.
Son nom est lié à l'histoire de la bande dessinée au Canada, car il développe un prototype de dessin à bulles à partir du 22 décembre 1883. 
Il contribue à répandre la légende de Charles Thibault, le caricaturant avec de grands pieds. Berthelot est l'auteur des Mystères de Montréal, un « roman de mœurs » d'après son sous-titre. Il a également publié Le bon vieux temps.
Sa biographie a été écrite par la libérale Henriette Tassé. Le journaliste Léon Trépanier a également publié sur sa vie.
En 2015, les historiens Dominic Hardy et Micheline Cambron publient un ouvrage sur Baptiste Ladébauche.

## Œuvres
- Hector Berthelot (préf. Gilles Marcotte, postface Micheline Cambron), Les Mystères de Montréal par M. Ladébauche : Roman de mœurs, Québec, Nota Bene, coll. « NB Poche », 2013, 293 p.